# Cox
Cox je priimek več oseb:
- Alan Cox, britanski programer
- Brian Cox, britananski igralec
- Courteney Cox, ameriška igralka, fotomodel, producentka in režiserka
- David Roxbee Cox, angleški statistik
- George J. Cox, avstralski vojaški pilot
- Lionel Howard Cox, britanski general
- Matthew Henry Cox, britanski general
- Maurice Lea-Cox, britanski general
- Shana Cox, ameriško-angleška atletinja